# Gilberto Félix de Melo
Gilberto Félix de Melo (Recife, 5 de outubro de 1968) é um ex-futebolista brasileiro que atuava como goleiro.
Foi vencedor da Bola de Prata de 1992.
Atualmente, trabalha como preparador de goleiros.

## Carreira

### Jogador
Em 1992, se firmou como titular do Sport após a saída do veterano Paulo Victor e se destacou no Campeonato Brasileiro, quando não tomou gols em 9 das 19 partidas que disputou e venceu a Bola de Prata como o melhor da posição.
Em 1993, atuou pelo São Paulo, onde foi Campeão da Copa Libertadores de 1993.
No início de 1994, foi envolvido numa troca com o Santos, quando Axel foi para o Tricolor e o Peixe recebeu Gilberto, Dinho, Macedo (por empréstimo) e mais 500 mil dólares.
Em 1999, foi contratado pelo Bahia.
No início da temporada 2000, foi anunciado pelo Fortaleza como novo reforço e chegou a vestir o uniforme do clube durante um dia de treino no Pici, mas acabou não assinando contrato. Foi contratado pelo Ferroviário e fez sua estreia no dia 9 de fevereiro de 2000, contra o Crato, no estádio Elzir Cabral. Ficou apenas dois meses no clube e disputou 10 partidas.

### Fora dos campos
No início de 2010, é contratado pelo Sete de Setembro como preparador de goleiros.
Em março de 2011, se tornou preparador de goleiros dos juniores do Náutico.
Em setembro de 2012, se torna o preparador de goleiros do Sport.
Em 2019, Gilberto integrou a comissão técnica do Náutico, que conquistou o acesso à Série B do Campeonato Brasileiro.
Em novembro de 2019, foi anunciado como preparador de goleiros do Central Sport Club para a temporada 2020.
Em janeiro de 2020, acerta como preparador de goleiros do Guarani. Deixou o clube no ano seguinte.
Em 2022, trabalhou no Botafogo-PB.